# Body Music
Body Music é o primeiro álbum de estúdio de música eletrônica AlunaGeorge, lançado em 26 de julho de 2013 pela Island Records
O álbum inclui os singles  "You Know You Like It", "Attracting Flies", "Your Drums, Your Love", "Best Be Beliving".

## Singles
''You Know You Like It" foi lançado como o primeiro single do álbum em 19 de abril 2012 pela Tri Angle. Quando re-lançado em 2 de agosto de 2013 pela Island Records, Chegou ao número trinta e nove no UK Singles Chart.
"Your Drums, Your Love", lançado como o segundo single do álbum em 10 de setembro de 2012, alcançou o número cinquenta no UK Singles Chart.
O terceiro single ''Attracting Flies" foi lançado em 8 de Março de 2013, chegando ao número dezessete nas paradas do Reino Unido.
"Best Be Believing" foi lançado em 8 de novembro de 2013 como o quarto single do álbum.

## Faixas
Todas as canções escritas e compostas por Aluna Francis e George Reid.
| N.º            | Título                         | Compositor(es)                              | Produtor(es)                | Duração |  |
| 1.             | "Outlines"                     |                                             | Aluna Francis e George Reid | 03:47   |  |
| 2.             | "You Know You Like It"         |                                             | Aluna Francis e George Reid | 03:23   |  |
| 3.             | "Attracting Flies"             |                                             | Aluna Francis e George Reid | 03:09   |  |
| 4.             | "Your Drums, Your Love"        |                                             | Aluna Francis e George Reid | 03:39   |  |
| 5.             | "Kaleidoscope Love"            |                                             | Aluna Francis e George Reid | 03:53   |  |
| 6.             | "Bad Idea"                     |                                             | Aluna Francis e George Reid | 03:16   |  |
| 7.             | "Diver"                        |                                             | Aluna Francis e George Reid | 03:17   |  |
| 8.             | "Lost and Found"               |                                             | Aluna Francis e George Reid | 04:13   |  |
| 9.             | "Best Be Believing"            | Aluna Francis e George Reid                 | Aluna Francis e George Reid | 03:45   |  |
| 10.            | "Superstar"                    |                                             | Aluna Francis e George Reid | 03:21   |  |
| 11.            | "Just a Touch"                 |                                             | Aluna Francis e George Reid | 03:13   |  |
| 12.            | "Body Music"                   |                                             | Aluna Francis e George Reid | 04:02   |  |
| 13.            | "Friends to Lovers"            |                                             | Aluna Francis e George Reid | 04:37   |  |
| 14.            | "This Is How We Do It (Bônus)" | Montell Jordan , Oji Pierce , Ricky Walters | Aluna Francis e George Reid | 02:47   |  |
| Duração total: | Duração total:                 | Duração total:                              | Duração total:              | 50:22   |  |

Singles bônus
| N.º            | Título              | Compositor(es) | Produtor(es)                | Duração |  |
| 15.            | "We Are Chosen"     |                | Aluna Francis e George Reid | 03:30   |  |
| 16.            | "Indestructible"    |                | Aluna Francis e George Reid | 03:16   |  |
| 17.            | "Watching Over You" |                | Aluna Francis e George Reid | 03:25   |  |
| 18.            | "Put Up Your Hands" |                | Aluna Francis e George Reid | 04:22   |  |
| 19.            | "B Ur Boo"          |                | Aluna Francis e George Reid | 03:02   |  |
| Duração total: | Duração total:      | Duração total: | Duração total:              | 67:57   |  |

## Equipe
AlunaGeorge
- Aluna Francis - vocal (todas as faixas) , produção (todas exceto "Best Be Believing" e "This Is How We Do It")
- George Reid - produção (todas as faixas) ,Remix (Over You")

Produções
| - Ben Ashton – set designer - Chris Carmouche – Remix ("Just a Touch") - Sam Farr – engenharia adicional ("B Ur Boo") - Fiona Garden – arte da capa, fotografia - Serban Ghenea – Remix ("You Know You Like It") - John Hanes – mix de engenharia ("You Know You Like It") - Stuart Hawkes –masterização (Todos exceto "Watching Over You") | - Adam Pickard –engenharia adicional ("Best Be Believing") - Mark Rankin – Remix (Todas exceto "You Know You Like It", "Just a Touch" e "Watching Over You") - Stars Redmond – reportagem - Beau Thomas – masterização - James Trood –instrumentação adicional ("B Ur Boo") |

## Histórico de lançamento
| Região      | Data                | Formato             | Edição        | Gravadora | Ref.                        |
| ----------- | ------------------- | ------------------- | ------------- | --------- | --------------------------- |
| Austrália   | 26 de julho de 2013 | CD digital download | Padrão deluxe | Universal | [ 1 ] [ 2 ] [ 8 ]           |
| Alemanha    | 26 de julho de 2013 | CD digital download | Padrão deluxe | Universal | [ 5 ] [ 6 ] [ 9 ]           |
| Irlanda     | 26 de julho de 2013 | CD digital download | Padrão deluxe | Island    | [ 7 ] [ 10 ] [ 11 ]         |
| França      | 29 de julho de 2013 | CD                  | Deluxe        | Barclay   | [ 12 ]                      |
| França      | 29 de julho de 2013 | Digital download    | Padrão deluxe | Barclay   | [ 13 ]                      |
| Alemanha    | 29 de julho de 2013 | LP                  | Padrão        | Universal | [ 14 ]                      |
| Reino Unido | 29 de julho de 2013 | CD digital download | Padrão deluxe | Island    | [ 15 ] [ 16 ] [ 17 ] [ 18 ] |